# Меола, Тони
Антонио Майкл Меола более известный, как Тони Меола (англ. Tony Meola; род. 21 февраля 1969, Белвилл, Нью-Джерси) — американский футболист, вратарь сборной США. Участник чемпионатов мира 1990, 1994 и 2002 годов.

## Клубная карьера

### Ранняя карьера
Тони родился в Белвилле, где учился в средней школе Кирини. Любовь к футболу ему привил его отец, итальянский иммигрант, который выступал за «Авеллино» ещё до переезда в США. Меола играл сначала за школьную команду, а после окончания школы выступал за любительские, университетские команды и различные сборные. Он играл на позиции нападающего и вратаря, как форвард он забил около 40 голов.

### Колледж и «Вирджиния Кавальерс»
Меола учился в Виргинском университете и получал спортивную стипендию, выступая за университетские футбольную и бейсбольную команду. В то время тренером футбольной команды университета — «Вирджиния Кавальерс», был Брюс Арена. Помимо игры за университетскую команду, Меола начал привлекаться к играм за национальную команду.
В 1987 году составе молодёжной сборной США Тони отправляется на молодёжный чемпионат мира, где без замен проводит все матчи. Он также попадает в символическую сборную лучших американских игроков по итогам года, причём два года подряд — в 1988 и 1989. В 1989 году он покидает университетскую команду, чтобы продолжить выступления в составе сборной США.

### Карьера в Англии
До чемпионата мира 1990 года Меола подписывает контракт с Федерацией футбола США. После мундиаля, Тони на правах аренды отправляется в английский «Брайтон энд Хоув Альбион». В общей сложности за «чаек» Меола сыграл 11 матчей, но только 2 из них были официальные. Его дебют получился довольно ярким, Тони заменил получившего травму легендарного вратаря «Брайтона», Перри Дигуида и по итогам матча был признан лучшим футболистом.
14 сентября 1990 года Тони переходит в «Уотфорд» на правах аренды, но ни одного матча за «шершней» Меола так и не провёл.

### Возвращение в США
В 1991 году Меола возвращается в США, где на правах аренды выступает за «Форт-Лодердейл Страйкерс» в Профессиональной лиге футбола. Весь сезон Тони довольно успешно конкурирует за место в основном составе с Арни Мауссером.
В период с 1991 по 1994 год, Меола не имеет постоянного клуба, выступая за национальную сборную на разных турнирах.
14 декабря 1994 года, Тони подписывает контракт с «Баффало Близзард». 31 января 1995 Меола делает заявление о там, что он не сможет выступать за «Баффало», так как ему была предложена одна из главных ролей в театральной бродвейской постановке «Свадьба Тони и Тины». Он сыграл ещё около 5 матчей за «Близзард», прежде, чем покинуть их.
В феврале 1995 года Меола переходит в «Лонг-Айленд Раф Райдерс» выступающей в Объединённой футбольной лиге США.

### Карьера в MLS
После создания MLS в 1996 году, Меола по драфту был выделен «МетроСтарз», за которую он выступал до 1998 года. Однако, прежде чем начать выступления в новой лиге, Тони провёл три недели на стажировке в итальянской «Парме». За время выступления в Нью-Йорке, Меола установил рекорд лиги, выдав 9-матчевую сухую серию. Несмотря на отличный сезон, звание Вратаря года в MLS выиграл не Меола, а голкипер «Далласа», Марк Додд.
В 1999 году «МетроСтарз» обменяли Меолу и его одноклубника Алекси Лаласа, на Марка Чанга и Майка Амманна из «Канзас-Сити Уизардс». Большую часть своего первого сезона Тони пропустил из-за травмы, но уже в сезоне 2000 он завоевал звание Вратарь года, приз Самому ценному игроку года и стал обладателем Кубка MLS. В финальном матче против «Чикаго Файр», Меола, стал Игроком матча оставив свои ворота на замке, отразив около 10 ударов в створ. В этом сезоне Меола также установил рекорд по количеству «сухих» матчей, он не пропускал мячей на протяжении 16 игр подряд.
Тони выступал за «Уизардс» до 2004 года. В том году он получил тяжелую травму и он уступил своё место в воротах Бо Ошонийи. После восстановления, в июне 2005 года Тони вернулся в «Метростарз». После окончания сезона Меола удостоился чести попасть в символическую сборную MLS всех времён. Несмотря на это «быки» отказались продлевать с ним контракт, после чего Тони заканчивает карьеру профессионального футболиста и переходит в шоубол, подписав контракт с «Нью-Джерси Айронмен» 14 августа 2007 года.

## Международная карьера
Участник трёх чемпионатов мира (ЧМ-1990, ЧМ-1994 и ЧМ-2002). Победитель Золотого кубка КОНКАКАФ 1991 и Золотого кубка КОНКАКАФ 2002 года. Всего провёл за сборную США 100 матчей.
Меола дебютировал за сборную США в матче (товарищеский матч, 0:2) против сборной Эквадора, 10 июня 1988 года. Вторую игру он провёл против сборной Перу, на Кубок Мальборо, в котором США завоевали кубок.
Летом того же года сборная США проводила турне по Италии, играя с командами Серии А. Основным вратарем сборной в то время был Дэвид Ваноле. Несмотря на то, что тренер американцев Боб Ганслер делал ставку на Меолу, тот из-за травмы головы, полученной на тренировке не смог принять участие в первом матче против «Ромы». В упорном поединке сборная США хоть и выиграла 4:3, но показала слабую игру, а Ваноле пропустил три мяча. В следующих матчах место в воротах занял Тони.
Меола принимал участие в матчах квалификационного раунда к чемпионату мира 1990 года, в том числе и в драматичном матче против сборной Тринидада и Тобаго, победа над которой позволила американцам попасть в Италию на мировое первенство. На чемпионате мира сборная США, не смогла выйти из группы, но Тони отыграл весь турнир без замен.
В статусе основного вратаря Меола был в составе национальной команды на домашнем чемпионате мира в 1994 году. На турнире, его уверенная игра и новая прическа (конский хвост) сделали его одним из самых популярных футболистов первенства. После драматичного поражения в 1/8 финала от будущих чемпионов мира сборной Бразилии, Меола расстроенный поражением заявил тренеру, что готов играть на месте нападающего. Вплоть до января 1999 года Милутинович не вызывал Меолу в сборную, предпочитая ему Брэда Фриделя и Кейси Келлера. После ухода Милутиновича с поста наставника американцев Тони начал чаще выступать за национальную команду. В 2002 году он даже выиграл конкуренцию за место третьего вратаря у более молодого Зака Торнтона и съездил на чемпионат мира в Японию и Южную Корею.
Последний матч за национальную сборную Меола провёл 11 апреля 2006 против сборной Ямайки (также товарищеский, 1:1).

## Тренерская карьера
24 ноября 2015 года Меола был назначен главным тренером и техническим директором клуба Североамериканской футбольной лиги «Джэксонвилл Армада». 7 августа 2016 года Меола был уволен.

## Личная жизнь
Помимо футбола, Меола играл в бейсбол (выбран на драфте клубом «Нью-Йорк Янкис») и американский футбол (в 1994 году провёл 11 недель в составе «Нью-Йорк Джетс»).

## Достижения
Индивидуальные
 Канзас-Сити Уизардс
- Вратарь года в MLS — 2000
- Самый ценный игрок MLS — 2000

Командные
 Канзас-Сити Уизардс
- Кубок MLS — 2000

Международные
 США
- Золотой кубок КОНКАКАФ 1991
- Золотой кубок КОНКАКАФ 2002